# Friedrich Alexander von Wenckstern
Friedrich Alexander Freiherr von Wenckstern (* 25. Dezember 1755 in Celle; † 17. Januar 1790 in Wien) war ein deutscher Jurist und Diplomat des Kurfürstentums Braunschweig-Lüneburg.

## Leben
Friedrich Alexander von Wenckstern war der zweite Sohn des späteren Präsidenten des Oberappellationsgerichtes Celle Detlev Alexander von Wenckstern (1708–1792). Wenckstern besuchte ab dem 11. Mai 1770 die Ritterakademie Lüneburg und immatrikulierte sich am 24. April 1773 zum Studium der Rechtswissenschaften an der Universität Göttingen. In der Göttinger Studentenschaft spielte er eine hervorgehobene Rolle als Senior der Hannöverschen Landsmannschaft von Ostern 1775 bis zu seinem Abgang von der Universität an Michaelis 1776 und als Mitglied des einflussreichen Studentenordens ZN seit September 1773. Nach Beendigung seines Studiums wurde er Auditor bei der Justizkanzlei Hannover und trat 1778 eine Reise an, die ihn auch nach Wetzlar führte. 1779 wurde er zum Hofrat ernannt und zum Kammergerichtsassessor beim Reichskammergericht bestellt. Er wurde 1782 Wirklicher Kammergerichtsassessor und dann Geheimer Regierungsrat. 1786 wurde er Gesandter des Kurfürstentums Braunschweig-Lüneburg am kaiserlichen Hof in Wien, wo er verstarb. Sein Nachlass befindet sich im Hauptstaatsarchiv Hannover.
Friedrich Alexander von Wenckstern wurde in Hannover Illuminat. Er war seit 1782 Mitglied der Freimaurerloge „Friedrich zum weißen Pferde“ in Hannover im Meistergrad und wurde 1783 Mitglied der Wetzlarer Loge „Joseph zu den drei Helmen“ sowie der dortigen Schottenloge „Joseph zum Reichsadler“.